# HNK Kostrč
HNK Kostrč je hrvatski bosanskohercegovački nogometni klub iz Kostrča kod Orašja. Trenutačno se natječe u 1. županijskoj ligi PŽ.

## Povijest
Klub je osnovan 1951. kao Partizan. Najveći uspjeh HNK Kostrč je igranje finala Prve lige Herceg-Bosne u sezoni 1995./96.
U sezoni 2017./18. osvajaju 2. županijsku ligu PŽ, a sezonu kasnije postaju prvaci 1. županijske lige.

## Vanjske poveznice
- Facebook HNK Kostrč
- HNK Kostrč  Arhivirana inačica izvorne stranice od 21. travnja 2016. (Wayback Machine)
- Stare stranice HNK Kostrč  Arhivirana inačica izvorne stranice od 12. rujna 2017. (Wayback Machine)
- Povijest HNK Kostrč  Arhivirana inačica izvorne stranice od 6. ožujka 2016. (Wayback Machine)
- Povijest HNK Kostrč - stare stranica
- Povijest HNK Kostrč - wayback arhiva